# استان کادیوگو
استان کادیوگو (به لاتین: Kadiogo Province) یک استان در بورکینافاسو است که در Centre Region, Burkina Faso واقع شده‌است.

## خصوصیات
استان کادیوگو ۱٬۵۲۳٬۹۸۰ نفر جمعیت دارد.